# 伊凱倫蓋縣
11°14′25″S 24°16′19″E / 11.24028°S 24.27194°E
伊凱倫蓋縣（英語：Ikelenge），是贊比亞的縣份，位於該國西北部，由西北省負責管轄，首府設於伊凱倫蓋，面積2,353平方公里，2010年人口32,919，人口密度每平方公里14人。